# Rock Bottom Remainders

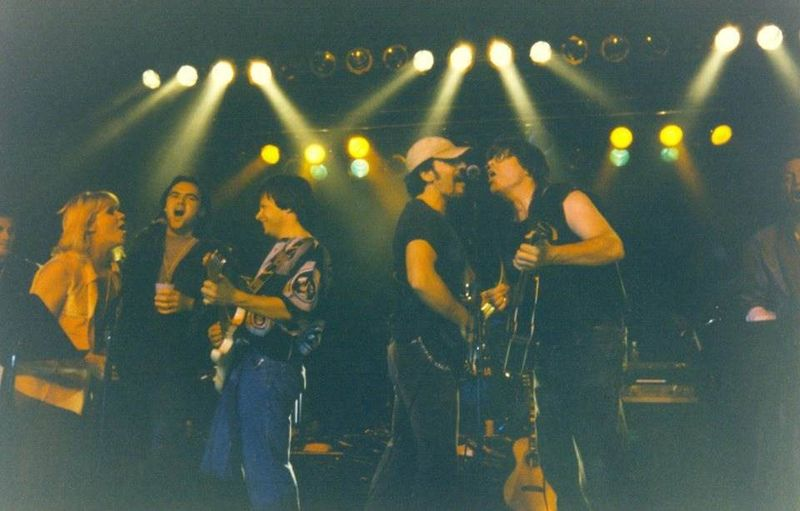
Rock Bottom Remainders mit Ehrengast Bruce Springsteen (1992)

The Rock Bottom Remainders ist eine Band aus den USA, die laut eigener Aussage „irgendwann Ende des letzten Jahrhunderts“ von Kathi Kamen Goldmark gegründet wurde. Die Band besteht ausschließlich aus berühmten Schriftstellern, Journalisten und Drehbuchautoren, die sich ein paarmal im Jahr zu einer Band zusammenfinden.

## Geschichte
Ihren ersten Auftritt hatte die Band 1992 auf der American Booksellers Association Convention in Anaheim, Kalifornien. Es folgten weitere Auftritte, u. a. in der Rock and Roll Hall of Fame, und Duette mit internationalen Stars, wie z. B. Bruce Springsteen. Die „Remainders“ haben keinen Plattenvertrag und auch keine Veröffentlichungen, gehören aber trotzdem zu den populärsten Amateurbands der Welt.

## Mitglieder
Matt GroeningBekannt geworden durch seine Zeichentrickserie „Die Simpsons“, gehört Matt Groening zu den bekanntesten Mitgliedern der „Remainders“. In der Band ist er hauptsächlich für den Backgroundgesang zuständig.
Stephen KingEr ist wahrscheinlich das bekannteste und als Autor erfolgreichste Mitglied der „Remainders“ und Autor von Bestsellern wie „The Green Mile“ oder „Der Dunkle Turm“. Er spielt E-Gitarre und ist einer der Frontmänner.
Kathi Kamen GoldmarkKathi Kamen Goldmark ist eine in Deutschland weniger bekannte Schriftstellerin. Sie schrieb u. a. And My Shoes Keep Walking Back to You. In der Band spielt sie auch Gitarre und singt.
Mitch AlbomMitch Albom ist ein in den USA sehr bekannter Journalist, Radio- und Sportkommentator. Er schreibt für die Detroit Free Press und ist für ABC Radio tätig. Bei den „Rock Bottom Remainders“ steht er am Keyboard und singt.
Dave BarryDave Barry schreibt Kolumnen für The Miami Herald. Seine humoristischen Artikel werden in mehr als 500 Zeitungen in den USA abgedruckt. Der Pulitzer-Preisträger übernimmt dieselbe Aufgabe wie Stephen King und Kathi Kamen Goldmark: Gitarre und Gesang.
Amy TanDie Autorin von „Die Frau des Feuergottes“, „Der Geist der Madame Chen“ und ihrem bisher bekanntesten Buch „The Joy Luck Club“ ist, wie es auf der Band-Homepage heißt, die „Rhythmusdomina“ (engl.: „Rhythm Dominatrix“) der Band. Sie spielt diverse Percussioninstrumente und singt im Background.
Ridley PearsonAls Thrillerautor („Die verborgene Schuld“, „Außer Kontrolle“) erlangte er internationale Anerkennung. Er schrieb 13 Werke und lebt inzwischen in St. Louis mit seiner Frau und seinen zwei Töchtern. Er spielt leidenschaftlich E-Bass und singt.
James McBrideDer Saxophonist der Band hat mehrere Romane veröffentlicht, darunter den bekannten kritischen Roman „The Color of Water“, der sich zwei Jahre lang auf der Bestsellerliste von The New York Times hielt.
Greg IlesDer vierte im Bunde der Gitarristen und Sänger, Greg Iles, wurde in Deutschland geboren, weil sein Vater während des Kalten Kriegs in Stuttgart stationiert war. Sein Roman „24 Hours“ wurde unter dem Namen „Trapped“ (Deutscher Titel: 24 Stunden Angst) verfilmt. In den Hauptrollen waren Charlize Theron und Kevin Bacon zu sehen.
Roy Blount Jr.Roy Blount Jr. ist von Beruf Journalist, Lyriker, Humorist, Sportreporter und vieles mehr. Sein erstes Sportbuch wurde in eine Liste der zehn besten Sportbücher aufgenommen. In der Band ist er Backgroundsänger und „Master of Ceremonies“ (unterhaltender Ansager).
Scott TurowDer vierte Backgroundsänger veröffentlichte sechs Bestseller, darunter „Der Befehl“ und „Das Gift der Gewissheit“.

## Musik
Die „Remainders“ sind hauptsächlich eine Coverband. Im Repertoire befinden sich u. a. Wild Thing von den Troggs, Louie Louie von Richard Berry, In the Midnight Hour von Wilson Pickett.

## Name
Der Name ist eine selbstironische Beschreibung der Band. Er setzt sich zusammen aus ‘rock bottom’ – was frei übersetzt so viel heißt wie: am Boden oder Tiefpunkt – und ‘remainder’, was ein Fachbegriff aus dem Verlagswesen ist und die nicht abgesetzte Auflage eines Buches bezeichnet, die zu einem Niedrigpreis verkauft wird, etwa entsprechend dem deutschen „Ladenhüter“.